# Kees Strooband

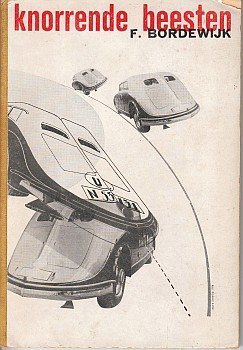
Knorrende beesten (1933). Roman van F. Bordewijk. Omslagontwerp Andries Oosterbaan op basis van een montage door Kees Strooband.

Cornelis Johannes Antonius (Kees) Strooband (Rotterdam, 2 augustus 1908 – aldaar, 9 augustus 1975) was een Nederlandse kunstschilder, tekenaar, boekbandontwerper en cineast. Hij werkte voornamelijk in Rotterdam vanaf 1923.
Hij schilderde naaktfiguren, figuurvoorstellingen, kustgezichten, stillevens en  
stadsgezichten. Hij ontwierp omslagen voor De Gemeenschap en was ook filmer en scenarioschrijver. De fotografen Germaine Krull, Paul Schuitema en Kees Strooband introduceerden de Nieuwe Fotografie in De Gemeenschap. Hij was lid van Hinfilm (NFM).